# Добросердов, Дмитрий Константинович
 Дмитрий Константинович Добросердов  (24 октября 1876, Самара — 8 августа 1936, Одесса) — доктор химии, профессор Киевского политехнического института.

## Биография
Родился 24 октября 1876 года в Самаре в семье потомственных священников, его дед был епископом. Среднее образование получил в Казанской церковной гимназии, из которой осенью 1895 года поступил в число студентов естественного отделения физико-математического факультета Казанского университета. Ещё студентом 5 ноября 1898 года награждён золотой медалью за исследование на заданную факультетом тему: «О природе криогидратов». По выдержании испытаний в государственной физико-математической комиссии удостоен диплома первой степени от 18 июня 1899 года, а вслед затем оставлен при университете для приготовления к профессорскому званию по кафедре чистой химии на два года.
С осени 1899 года предпринял слушание курсов по введению в анализ, дифференциальному и интегральному исчислению, аналитической геометрии и физике, в целях возможно более рационального изучения физической и теоретической химии. В течение 1899—1900 учебного года состоял преподавателем физики и естественной истории в частной женской гимназии госпожи Котовой в Казани. С высочайшего соизволения командирован с учёной целью за границу, сроком от 1 мая по 1 сентября 1901 года, срок же оставления при университете для приготовления к профессорскому званию продолжен по 1 января 1903 года.
В течение 1903 года сдал испытания на степень магистра и 21 января 1903 года принят в число приват-доцентов Казанского университета по кафедре чистой химии, после прочтения двух пробных лекций по собственному выбору на тему: «Коллоидальное состояние; коллоидальные растворы металлов, их получение и свойства», и назначенную факультетом «О карбидах металлов, получаемых в электрической печи». В 1903 году открыл курс физико-химической методики, состоящий в вечерних практических занятиях по физико-химическим измерениям.
В 1909 году защитил магистерскую диссертацию на тему «Исследование диэлектрической постоянной в связи с составом и строением», а в 1911 году — докторскую диссертацию на тему «Исследование диэлектрической постоянной смесей жидких неассоциированных органических растворителей». В 1912 году был переведён в Киевский политехнический институт на должность профессора кафедры неорганической химии. Читал лекции на химическом, механическом, инженерном и сельскохозяйственном отделениях, заведовал лабораториями неорганической химии, общей химии, качественного и количественного анализа.
В киевский период преподавал также в Ветеринарном институте (курсы неорганической и органической химии), Химико-фармацевтическом институте (курс неорганической химии), а также в Народном университете — политехникуме, в организации которого он принимал участие. В 1923 году переехал в Одессу, где до конца жизни возглавлял одесскую школу химиков-неоргаников. Работал в Одесском институте народного образования, Одесском политехническом институте, техникуме прикладной химии. С 1933 года заведовал кафедрой неорганической химии на химическом факультете Одесского государственного университета.
В Одесском техникуме (позже — институте) технологии зерна и муки с 1926 года читал курс неорганической химии, а с 1928 года возглавил кафедру химии, объединившую в своём составе все химические дисциплины. Научная деятельность Д. К. Добросердова в одесский период была направлена на продолжение исследования диэлектрической постоянной органических веществ и смесей; изучение вопросов модификации йодистой ртути и её комплексных соединений с йодистыми металлами в связи с валентностью последних; получение гидратов галогенокислородных кислот с трехвалентными металлами и изучение их свойств.
Был не только авторитетным педагогом и известным учёным, данные научных исследование которого отражены в мировой справочной литературе, но и активным популяризатором научных знаний. Читал лекции в Одесском доме учёных, химической секции Товарищества естествоиспытателей, Товариществе мироздания, студенческих химических кружках, рабочих клубах.
Умер 8 августа 1936 года.

## Труды
- Добросердов, Д. К. О трехводном гидрате кислой соли йодистого кадмия. О мнимом разложении от света семиводного гидрата серноникелевой соли / Д. К. Добросердов. — Казань: Типо-лит. Имп. ун-та, 1900. — 4 с.
- Добросердов, Д. К. О двойных солях йодной ртути с йодистым никелем и кобальтом / Д. К. Добросердов. — Казань: Типо-лит. Имп. ун-та, 1901. — 9 с.
- Добросердов, Д. К. Итоги полувекового труда : К 50-лет. юбилею науч.-лит. деятельности Марслена Бертло : (Чит. в заседании Физ.-мат. о-ва при Имп. Казан. ун-те 17 янв. 1902 г., а также в заседании Мат. студ. кружка при Имп. Казан. ун-те 13 дек. 1901 г.) / Д. К. Добросердов. — Казань: Типо-лит. Имп. ун-та, 1902. — 19 с.
- Добросердов, Д. К. О шестиводном гидрате двойной соли йодистого марганца с водной ртутью / Д. К. Добросердов. — Казань: Типо-лит. Имп. Казан. ун-та, 1904. — 4 с.
- Добросердов, Д. К. Хлорноватокислый алюминий, его гидраты и ход его разложения при нагревании / Д. К. Добросердов. — Казань: Типо-лит. Имп. ун-та, 1904. — 22 с.
- Добросердов, Д. К. Весы и взвешивание : химические весы, их теория, испытание и употребление / Д. К. Добросердов, прив.-доц. Казан. ун-та. — Казань: Типо-лит. Имп. ун-та, 1905. — VII, 121 с.: рис.
- Добросердов, Д. К. О составе и свойствах гидрата бромновато-алюминиевой соли / Д. К. Добросердов. — [Казань]: Типо-лит. Имп. казан. ун-та, 1906. — 9 с.
- Добросердов, Д. К. Библиография по диэлектрической постоянной от 1838 года bis dato : Прил. 1 к соч. того же авт.: «Исследование диэлектрической постоянной в связи с составом и строением» / Д. К. Добросердов. — Казань: Типо-лит. Имп. ун-та, 1908. — 326 с.
- Добросердов, Д. К. О молекулярной рефракции органических соединений для лучей с бесконечно большой длиной волны : Прил. 2-е к соч. того же авт.: «Исследование диэлектрической постоянной в связи с составом и строением» / Д. К. Добросердов. — Казань: Типо-лит. ун-та, 1909. — 89 с.
- Добросердов, Д. К. Гендрик фан’т Гофф, его жизнь и труды / Д. К. Добросердов. — Казань: Типо-лит. Имп. ун-та, 1912. — 29 с.
- Добросердов, Д. К. Новый метод прокаливания для количественного определения хлора в хлорнокислых солях / Д. К. Добросердов, В.Эрман. — [Х.]: Харківдрук, [1926]. — 15 с.
- Добросердов, Д. К. Получение 9-ти и 6-ти водного гидратов хлорно-аммониевой соли и исследование первого в отношении к потере воды, нагреванию и растворимости / Д. К. Добросердов. — Х.: Харківдрук, 1926. — 119 с.
- Добросердов, Д. К. Сравнительное исследование некоторых способов количественного определения солей хлорной кислоты / Д. К. Добросердов. — Х.: Харківдрук, 1926. — 14 с.